# 殖民城
殖民城（西班牙語：Ciudad Colonial、Zona Colonial）是多米尼加共和国圣多明各的一片旧城区，是美洲迄今为止一直有欧洲人居住的最古老地区，现为世界文化遗产。它位于奥萨马河河畔，面积1.06 km2（0.41 sq mi），包括以下众多众多古迹：
- 哥伦布宫
- 贵妇街
- 伯爵街
- 伯爵门
- 奧薩馬堡壘
- 圣方济各修道院
- 肉身成道圣玛利亚圣殿都主教座堂